# Plage du Préfet
Le plage du préfet est un plage située dans le nord de Mayotte dans la commune de Bandraboua.